# サントロワ∴
『サントロワ∴』は、日本の歌手・南條愛乃が2017年7月12日にNBCユニバーサル・エンターテイメントジャパンから発売した3枚目のオリジナルアルバム。

## 内容
前作『Nのハコ』から約1年ぶりのオリジナルアルバム。
Blu-ray2枚組と特典CD付きの初回限定盤とDVD2枚組と特典CD付きの初回限定盤、通常盤の3形態で発売された。各初回限定盤に同梱されているBlu-rayとDVDには、DISC1に2016年9月19日にパシフィコ横浜・国立大ホールで開催されたライブツアー『南條愛乃 LIVE TOUR 2016 "N" supported by dアニメストア』のライブ映像が、DISC2には独立放送局『リスアニ!TV』内のコーナー「南條一間 ～ZとNの夏休み～」と、独立放送局『LisAni!NAVI』内のコーナー「南條一間 〜シーズン3〜」の全9話分が収録されている。特典CDにはカバー曲が収録されている。また、32ページからなる特製ブックレットが付属されているほか、全盤共通の初回生産分特典としてライブツアー『Yoshino Nanjo Live Tour 2017
<・R・i・n・g・>』のCD購入者対象のシリアル番号付き先行応募券が封入された。

## 収録曲

### DISC 1
1. It'll be dawn soon. [5:04]
作詞・作曲：川田まみ
編曲：安瀬聖
2. 誇ノ花 [3:59]
作詞：南條愛乃
作曲・編曲：丸山真由子
3. ユアワールド [3:44]
作詞：南條愛乃
作曲：しほり
編曲：安瀬聖
4. 逢えなくても [4:49]
作詞・作曲・編曲：奥華子
5. 螺旋の春 [5:13]
作詞・作曲・編曲：橋本由香利
6. pledge [4:08]
作詞・作曲：川田まみ
編曲：井内舞子
7. ゼリーな女 [3:47]
作詞：KOTOKO
作曲・編曲：井内舞子
8. OTO [3:49]
作詞：山本メーコ
作曲・編曲：未知瑠
9. スキップトラベル [4:28]
作詞：畑亜貴
作曲・編曲：川田瑠夏
10. 光のはじまり [4:13]
作詞：南條愛乃
作曲・編曲：未知瑠
6thシングルの表題曲。
11. Latest Page [4:37]
作詞・作曲：しほり
編曲：井内舞子
12. ・R・i・n・g・ [4:18]
作詞：南條愛乃
作曲・編曲：丸山真由子

### DISC 2
1. 未来予想図 [4:33]
作詞・作曲：吉田美和
編曲：長田直之
DREAMS COME TRUEのカバー曲。
2. TRIAL [4:50]
作詞：shungo.
作曲：山口寛雄
編曲：長田直之
w-inds.のカバー曲。
3. 空の下の相関図 [4:48]
作詞・作曲：志倉千代丸
編曲：安瀬聖
いとうかなこのカバー曲。
4. ほんとはね。 [5:46]
作詞・作曲：より子
編曲：長田直之
より子のカバー曲。

## 収録映像曲
本編
1. きみからみたわたし
2. 灰色ノ街へ告グ
3. Oh my holiday!
4. Recording.
5. ヒカリノ海
6. そらほしひとつ
7. ヒトビトヒトル
8. あなたの愛した世界
9. 黄昏のスタアライト
10. きみを探しに
11. idc
12. NECOME
13. ツナグワタシ
14. ガーネット
15. Dear..
16. ゼロイチキセキ
17. Simple feelings
18. 今日もいい天気だよ

アンコール
1. Gerbera
2. 0-未来-

## 参加ミュージシャン
- 南條愛乃：Vocal (全曲)

Additional Musician
- 嘉多山信：Guitar (#1,3)
- 清水武仁：Guitar (#2,12)
- 遠山哲朗：Guitar (#5,9)
- 鈴木ぷよ：Guitar (#6,7)
- ichika：Guitar (#8)
- 山本陽介：Guitar (#10)
- 太田貴之：Guitar (#11)
- 田辺トシノ：Bass (#6,7,11)
- 川島弘光：Bass (#5,9)
- 黒須克彦：Bass & Band Direction (#10)
- 八木一美：Drums (#6,7,11)
- 佐野康夫：Drums (#5,9)
- 石井悠也：Drums (#10)
- 森藤晶司：Piano (#7,11)
- 奥華子：Piano (#4)
- 安瀬聖：Piano & Other Instruments (#1,3)
- 丸山真由子：Piano & Other Instruments (#2,12)
- 未知瑠：Piano & Other Instruments (#8)
- 井内舞子：Other Instruments (#6,7,11)
- 橋本由香利：Other Instruments (#5)
- 川田瑠夏：Other Instruments (#9)
- 室屋光一郎ストリングス：Strings (#5,9)
- TAM：Strings (#10)

## タイアップ
- NHK総合テレビジョンアニメ『アトム ザ・ビギニング』エンディングテーマ (#10)